# Can Mis (Sant Climent Sescebes)
Can Mis és una masia del municipi de Sant Climent Sescebes (Alt Empordà) inclosa en l'Inventari del Patrimoni Arquitectònic de Catalunya. Està situada al sud-oest del nucli urbà de la població, a escassa distància del nucli urbà, a la zona dels camps de l'Ullastre i davant del còrrec de la Pixanera. És un paller bastit a principis del segle xix amb reformes posteriors.

## Descripció
És una masia formada per dos cossos rectangulars adossats, que li proporcionen una planta en forma de L. L'edifici situat a llevant és la part més antiga de la construcció, a la que posteriorment se li va afegir un l'altre edifici en perpendicular, de factura més moderna. Actualment, un llarg volum rectangular de nova construcció s'adossa a la façana posterior d'aquest segon cos i està destinat a usos agrícoles. El cos de llevant presenta una planta rectangular, amb la coberta de teula de dues vessants i està distribuït en planta baixa i pis. La façana principal presenta un gran portal d'arc rebaixat amb l'emmarcament d'obra reformat i, damunt seu, una finestra rectangular de les mateixes característiques. La façana de llevant també presenta totes les finestres de la planta pis reformades, exceptuant la que està situada a l'extrem de migdia del parament, emmarcada amb carreus de pedra, la llinda plana i l'ampit motllurat. Actualment està tapiada. En canvi, les obertures de la planta baixa són rectangulars, de mida petita i estan bastides amb quatre pedres desbastades a manera de carreus. En aquest mateix nivell s'observa una antiga porta d'arc rebaixat de pedra disposada a sardinell, actualment tapiada.
La construcció és bastida en pedra de diverses mides i fragments de maons, lligat amb abundant morter.